# U.S. Route 40 (Illinois)
La U.S. Route 40 o Ruta Federal 40 (abreviada US 40) es una autopista federal ubicada en el estado de Illinois. La autopista inicia en el oeste desde la Frontera con Misuri hacia el este en la Frontera con Indiana. La autopista tiene una longitud de 257,5 km (159.99 mi).

## Mantenimiento
Al igual que las carreteras estatales, las carreteras interestatales, y el resto de rutas federales, la U.S. Route 40 es administrada y mantenida por el Departamento de Transporte de Illinois por sus siglas en inglés IDOT.

## Cruces
La U.S. Route 40 es atravesada principalmente por la  I 55  I 64  I 70  US 51 .